# Bearpark
Bearpark – wieś w Anglii, w hrabstwie Durham. Leży 4 km na zachód od miasta Durham i 377 km na północ od Londynu. W 2001 miejscowość liczyła 1946 mieszkańców.